# شاهزاده مونه‌ناگا
شاهزاده مونه‌ناگا یا شاهزاده مونه‌یوشی (به ژاپنی: 宗良 親王, Munenaga Shinnō); ۱ ژانویهٔ ۱۳۱۱ – ۱۴ سپتامبر ۱۳۸۵) شاعر، و نویسنده، هشتمین پسر امپراتور گودای‌گو اهل ژاپن بود. او برادر شاهزاده موری‌یوشی و شاهزاده ناریناگا بود.